# 392120 Heidiursula
392120 Heidiursula este o planetă minoră (asteroid) din Inner Main Belt⁠(d). A fost descoperită pe 18 martie 2009 la  de Michael Todd⁠(d). 
Obiectul prezintă o orbită caracterizată de o semiaxă mare de 1,8937966940871 UAi, o excentricitate de 0,11, o înclinație de 22,4 ° în raport cu ecliptica.